# Targovishte (província)
Turgovishte ou Tărgovište (búlgaro: Търговище) é um distrito da Bulgária. Sua capital é a cidade de Turgovishte.

## Municípios
| Nome        | População (censo 2001) |
| ----------- | ---------------------- |
| Antonovo    | 7.593                  |
| Omurtag     | 25.212                 |
| Opaka       | 7.786                  |
| Popovo      | 36.208                 |
| Turgovishte | 60.890                 |